# Flèche wallonne 1971
La Flèche wallonne 1971, 35e édition de la course, a lieu le 22 avril 1971 sur un parcours de 225 km. La victoire revient au Belge Roger De Vlaeminck, qui a terminé la course en 5 h 55 min 00 s, devant ses compatriotes Frans Verbeeck et Jos Deschoenmaecker.
Sur la ligne d’arrivée à Marcinelle, 60 des 138 coureurs au départ à Liège ont terminé la course.

## Classement final
| #  | Coureur             | Équipe              |    | Temps           |
| -- | ------------------- | ------------------- | -- | --------------- |
| 1  | Roger De Vlaeminck  | Flandria-Mars       | en | 5 h 55 min 00 s |
| 2  | Frans Verbeeck      | Watney-Avia         | +  | 0 s             |
| 3  | Jos Deschoenmaecker | Molteni-Arcore      |    | 6 s             |
| 4  | Joop Zoetemelk      | Flandria-Mars       |    | 1 min 13 s      |
| 5  | Walter Godefroot    | Peugeot-Michelin-BP |    | 4 min 45 s      |
| 6  | Herman Van Springel | Molteni-Arcore      |    | 5 min 32 s      |
| 7  | Edy Schütz          | Flandria-Mars       |    | 6 min 28 s      |
| 8  | Gerben Karstens     | Goudsmit-Hoff       |    | 11 min 25 s     |
| 9  | Christian Callens   | Hertekamp-Magniflex |    | 11 min 25 s     |
| 10 | Gianni Motta        | Salvarani           |    | 11 min 25 s     |